# Triangle entier
Un triangle entier (resp. un triangle rationnel) est un triangle dont les longueurs des côtés sont des nombres entiers (resp. rationnels) ; tout triangle rationnel peut être redimensionné en multipliant ses dimensions par le plus petit dénominateur commun des côtés de sorte à obtenir un triangle entier semblable ; il existe donc une relation étroite entre les triangles entiers et les triangles rationnels.
Il existe d'autres définitions du terme triangle rationnel : Carmichael (1914) et Dickson (1920) utilisent ce terme pour désigner un triangle de Héron (triangle dont les côtés et l'aire sont rationnels) ;  Conway et Guy (1996) définissent un triangle rationnel comme étant un triangle dont les côtés et les angles mesurés en degrés sont rationnels. Les seuls triangles de ce type sont les triangles équilatéraux à côtés rationnels.

## Propriétés générales d'un triangle entier

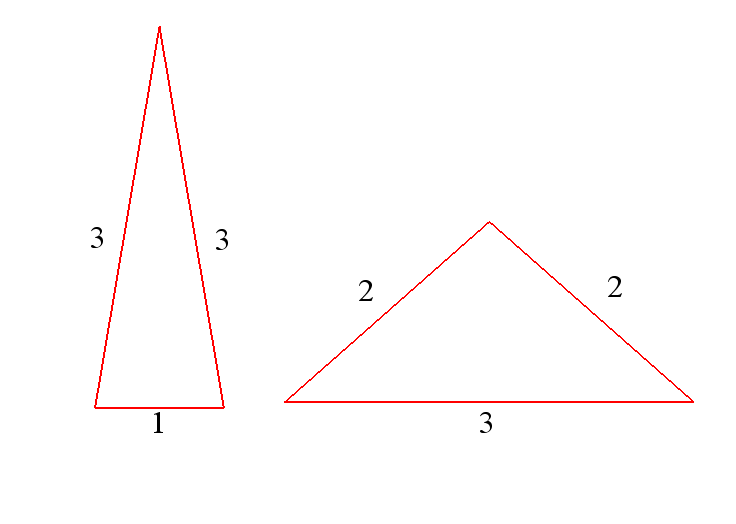
Les triangles entiers de périmètre 7.

### Triangles entiers de périmètre donné
Tout triplet d'entiers strictement positifs peut servir de longueurs de côtés à un triangle entier (non aplati) à condition qu'il satisfasse l'inégalité triangulaire stricte : la longueur du plus grand côté est strictement inférieure à la somme des deux autres longueurs. Chacun de ces triplets définit un triangle entier unique à isométrie près. Ainsi, le nombre de triangles entiers (à isométrie près) de périmètre {\displaystyle p} est le nombre de partitions de {\displaystyle p} en trois sommants qui satisfont l'inégalité triangulaire. Il est égal à l'entier le plus proche de {\displaystyle p^{2}/48} lorsque p est pair et de {\displaystyle (p+3)^{2}/48} lorsque {\displaystyle p} est impair. Ceci montre que le nombre de triangles entiers de périmètre pair {\displaystyle p=2n} est le même que le nombre de triangles entiers de périmètre impair {\displaystyle p=2n-3.} Il n’y a donc pas de triangle entier de périmètre 1, 2 et 4, un triangle de périmètre 3, 5, 6 et 8, et deux de périmètre 7 et 10.
Voici les 13 premiers termes de la suite {\displaystyle (a_{p})} du nombre de triangles entiers de périmètre {\displaystyle p}, référencée comme suite A005044 de l'OEIS :
| {\displaystyle p}     | 1 | 2 | 3 | 4 | 5 | 6 | 7 | 8 | 8 | 10 | 11 | 12 | 13 |
| --------------------- | - | - | - | - | - | - | - | - | - | -- | -- | -- | -- |
| {\displaystyle a_{p}} | 0 | 0 | 1 | 0 | 1 | 1 | 2 | 1 | 3 | 2  | 4  | 3  | 5  |

Si l'on accepte les triangles aplatis avec des sommets éventuellement confondus, le nombre de tels triangles de périmètre {\displaystyle p} s'élève à {\displaystyle a_{p+3}} ; la suite {\displaystyle (a_{p+3})} est connue sous le nom de suite d'Alcuin et référencée comme suite A266755 de l'OEIS, 

### Triangles entiers de plus grand côté donné
Le nombre de triangles entiers (à isométrie près) de plus grand côté {\displaystyle c} est le nombre de couples d'entiers strictement positifs {\displaystyle (a,b)} tels que {\displaystyle a+b>c} et {\displaystyle a\leqslant b\leqslant c.}
Il est égal à {\displaystyle u_{c}={\tfrac {1}{4}}\lceil c+1\rceil \cdot \lfloor c+1\rfloor ={\tfrac {(c+1)^{2}}{4}}-{\tfrac {1+(-1)^{c}}{8}}} . Pour {\displaystyle c} pair il est égal à {\displaystyle {\tfrac {1}{2}}c{\bigl (}{\tfrac {1}{2}}c+1{\bigr )}} (double d'un nombre triangulaire), et pour c impair au carré {\displaystyle {\tfrac {1}{4}}(c+1)^{2}.}
Il est défini par récurrence par {\displaystyle u_{1}=1,u_{2}=2,u_{c}=u_{c-2}+c}. Les premiers termes sont :
1, 2, 4, 6, 9, 12, 16, 20, 25, 30, 36, 42, 49, 56, 64, 72, 81, 90... suite A002620 de l'OEIS
Le nombre de triangles entiers (à isométrie près) de plus grand côté {\displaystyle c} situés dans un demi-disque de diamètre {\displaystyle c} est le nombre de couples d'entiers strictement positifs {\displaystyle (a,b)} tels que {\displaystyle a+b>c}, {\displaystyle a^{2}+b^{2}\leqslant c^{2}}et {\displaystyle a\leqslant b\leqslant c.} Il s'agit également du nombre de triangles obtus ou rectangles (soit, non aigus) à côtés entiers dont le plus grand côté est {\displaystyle c}. La suite commençant à {\displaystyle c=1}, est :
0, 0, 1, 1, 3, 4, 5, 7, 10, 13, 15, 17, 22, 25, 30, 33, 38, 42, 48... suite A236384 de l'OEIS
Par conséquent, la différence des deux suites ci-dessus donne le nombre de triangles aigus à côtés entiers (à isométrie près) de plus grand côté {\displaystyle c} donné. La suite commençant à {\displaystyle c=1}, est :

### Aire d'un triangle entier
D'après la formule de Héron, l'aire {\displaystyle S} d'un triangle dont les côtés ont des longueurs {\displaystyle a,b,c} est donnée par :
{\displaystyle 4S={\sqrt {(a+b+c)(a+b-c)(a-b+c)(-a+b+c)}}.}
On en déduit que pour un triangle entier, {\displaystyle 16S^{2}} est entier et {\displaystyle S^{2}} est rationnel.

### Angles d'un triangle entier
D'après la loi des cosinus, les angles d'un triangle entier ont un cosinus rationnel. Tout angle d'un triangle rectangle entier possède également un sinus rationnel (voir à triplet pythagoricien).
Si les angles d'un triangle forment une progression arithmétique, l'un de ces angles doit être de 60°. Pour les triangles entiers, les angles restants doivent également avoir des cosinus rationnels et une méthode de génération de tels triangles est donnée ci-dessous. Par contre, hormis le cas trivial d'un triangle équilatéral, il n'existe pas de triangle entier dont les angles sont en progression géométrique ou harmonique. Cela vient de ce que ces angles en degrés doivent être rationnels, soit de la forme {\displaystyle \pi p/q} avec {\displaystyle 0<p/q<1.} Mais tous les angles des triangles entiers doivent avoir des cosinus rationnels et cela ne se produit que lorsque {\displaystyle p/q=1/3} , c'est-à-dire lorsque le triangle est équilatéral.
Les carrés des longueurs des segments des bissectrices internes d'un triangle entier sont rationnels, car la formule générale pour cette longueur est {\textstyle 2{\sqrt {bcp(p-a)}}{\big /}(b+c)} pour l'angle en {\displaystyle A}, où {\displaystyle p} est le demi-périmètre (et de même pour les bissectrices des autres angles).

### Partage d'un côté par une hauteur
Une hauteur abaissée d'un sommet sur le côté opposé ou son extension divise ce côté ou son extension en segments de longueurs rationnelles.

### Médianes d'un triangle entier
Le carré du double de la longueur d'une médiane d'un triangle entier est un entier ; ce nombre est égal à  {\displaystyle 2b^{2}+2c^{2}-a^{2}}pour la médiane issue de {\displaystyle A} et de même pour les autres.

### Rayons des cercles circonscrit et inscrit
Le carré de l'aire d'un triangle entier étant rationnel, le carré de son rayon circonscrit l'est également, tout comme le carré de son rayon inscrit.
Le rapport entre le rayon inscrit et le rayon circonscrit d'un triangle entier est rationnel, égal à {\displaystyle 4S^{2}/(pabc)}.
Le produit du rayon inscrit et du rayon circonscrit d'un triangle entier est rationnel, égal à {\displaystyle abc{\big /}2(a+b+c).}
Par conséquent, le carré de la distance entre le centre inscrit et le centre circonscrit d'un triangle entier, égal à {\displaystyle R^{2}-2Rr} par le théorème d'Euler, est rationnel.

## Triangles de Héron
Un triangle de Héron est un triangle entier d'aire entière.
Un triangle est de Héron ssi ses sommets peuvent être placés aux nœuds d'un réseau.

### Formule générale
Un triangle de Héron a des côtés proportionnels à 
{\displaystyle a=n(m^{2}+k^{2})}
{\displaystyle b=m(n^{2}+k^{2})}
{\displaystyle c=(m+n)(mn-k^{2})}
{\displaystyle {\text{demi-perimetre}}=mn(m+n)}
pour des entiers {\displaystyle m,n,k} sous réserve des contraintes :
{\displaystyle {\text{pgcd}}{(m,n,k)}=1}
{\displaystyle mn>k^{2}\geqslant m^{2}n/(2m+n)}

## Triangles entiers particuliers
- Le seul triangle dont les côtés et l'aire sont des entiers consécutifs a pour côtés : (3, 4, 5) et pour aire : 6.
- Le seul triangle dont les côtés et une hauteur sont des entiers consécutifs a pour côtés : (13, 14, 15) et pour hauteur du côté 14 : 12.
- Le triangle (2, 3, 4) et ses multiples sont les seuls triangles à côtés entiers en progression arithmétique et possédant la propriété d'angle extérieur complémentaire [6],[7],[8]. Cette propriété signifie que si l'angle en {\displaystyle C} est obtus et si un segment issu de {\displaystyle B} rencontre perpendiculairement {\displaystyle (AC)} en {\displaystyle P}, alors {\displaystyle {\widehat {CAB}}=2{\widehat {CBP}}}.
- Le triangle (3, 4, 5) et ses multiples sont les seuls triangles rectangles entiers ayant des côtés en progression arithmétique.
- Le triangle (4, 5, 6) et ses multiples sont les seuls triangles dont un angle est le double d'un autre et dont les côtés sont des entiers en progression arithmétique.
- Le triangle (3, 5, 7) et ses multiples sont les seuls triangles ayant un angle de 120° et des côtés entiers en progression arithmétique.
- Le seul triangle entier ayant une aire égale au demi-périmètre [9] a pour côtés (3, 4, 5).
- Les seuls triangles entiers ayant une aire égale au périmètre ont pour côtés [9],[10] : (5, 12, 13), (6, 8, 10), (6, 25, 29), (7, 15, 20) et (9, 10, 17). Parmi ceux-ci, les deux premiers, mais pas les trois derniers, sont des triangles rectangles.
- Il existe des triangles entiers ayant trois médianes rationnelles [11] :p. 64. Le plus petit a pour côtés (68, 85, 87). D'autres exemples : (127, 131, 158), (113, 243, 290), (145, 207, 328) et (327, 386, 409).
- Il n’existe pas de triangle pythagoricien isocèle.
- Les seuls triangles pythagoriciens primitifs pour lesquels le carré du périmètre est égal à un multiple entier de l'aire sont (3, 4, 5) avec un périmètre de 12 et une aire de 6 et avec un rapport du périmètre au carré à l'aire de 24 ; (5, 12, 13) avec un périmètre de 30 et une aire de 30 et avec un rapport du périmètre au carré à l'aire de 30 ; et (9, 40, 41) avec un périmètre de 90 et une aire de 180 et avec un rapport du périmètre au carré à l'aire de 45.
- Il existe une paire unique (à similitude près) d'un triangle rectangle rationnel et d'un triangle isocèle rationnel qui ont le même périmètre et la même aire. La paire unique est constituée du triangle (377, 135, 352) et du triangle (366, 366, 132) [12]. Il n'existe pas de paire de tels triangles si les triangles doivent également être des triangles entiers primitifs [12]. Les auteurs soulignent le fait frappant que la deuxième assertion peut être prouvée par une argumentation élémentaire (ils le font dans leur annexe A), tandis que la première assertion nécessite des mathématiques récentes non triviales.